# Haworthiopsis bruynsii
Haworthiopsis bruynsii (sin. Haworthia bruynsii) je vrsta biljke iz porodice Asphodelaceae. Potiče iz Južne Afrike.

## O uzgoju
Minimalna temperatura bi trebala biti 12°C, ali može tolerirati temperaturu od -1°C. Preporučena temperatura noću je 10-11°C. 
Treba biti u sjeni i treba ju redovito zaljevati. 